# Muriël Meijer
Muriël Meijer (4 juni 1999) is een Nederlands langebaanschaatsster.
In 2019 startte Meijer op de Nederlandse kampioenschappen schaatsen afstanden 2019 - 1500 meter vrouwen, hierop behaalde Meijer een achttiende plaats. In de jaren daarna legde zij zich toe op het marathonschaatsen.

## Records

### Persoonlijke records[2]
| Afstand    | Tijd    | Datum             | Baan       |
| ---------- | ------- | ----------------- | ---------- |
| 500 meter  | 40,39   | 26 januari 2019   | Heerenveen |
| 1000 meter | 1.18,94 | 3 november 2019   | Heerenveen |
| 1500 meter | 2.01,22 | 27 januari 2019   | Heerenveen |
| 3000 meter | 4.21,78 | 29 september 2019 | Heerenveen |
| 5000 meter | 7.36,94 | 17 december 2017  | Heerenveen |